# 카를레스 쿠오넨 현수교
카를레스 쿠오넨 현수교(독일어: Charles Kuonen Hängebrücke)는 스위스 발레주 란다에 있는 흔들다리이다. 본래 유로파 다리라는 2010년 7월에 만들어진 다리였으나, 낙석으로 파괴되었다.
2017년 7월 재개장하였으며, 총 494m로 세계에서 세 번째로 긴 보행 현수교이다. (2022년을 기준으로 차량이 통과하는 최장 현수교는 3,563m의 차나칼레 대교이다., 2021년 4월에 개통된 포르투갈의 516m ‘아로카 516’, 2022년 5월에 개통된 체코의 721m ‘스카이 브리지 721’)

## 개요
이 다리는 2010년 7월에 건설된 유로파 다리를 대체하기 위해 건설되었는데, 유로파 다리는 개통 2개월 만에 낙석으로 인해 파괴되었다. 그 이후로 등산객들은 계곡으로 500미터 내려 갔다가 낙석 지대 반대편으로 다시 올라와야 했고, 이로 인해 유로파베크 이용자가 줄어들었다. 란다의 전 시장인 레오 요르거가 이끄는 그룹은 새로운 다리 건설을 위한 프로젝트를 시작했다.
건설 비용은 720,000 프랑에 달했다. 이 중 CHF 250,000는 유로파베크와 접한 지자체, 그레헨, 장크트니클라우스, 란다, 테쉬, 체르마트의 지자체에서 모금했다. 또 다른 CHF 100,000은 건물 이름이 딴 발레주의 와인메이커 카를레스 쿠오넨(Charles Kuonen)에게서 나왔다. 나머지 돈은 후원자들에게서 나왔다.
다리는 케이블카와 교량 건설을 전문으로 하는 프루티겐의 스위스로프(라우버 자일바넨)에 의해 건설되었다. 2017년 7월 29일에 10주 만에 구 유로파 다리 아래 약 200m 아래에 건설되었다.

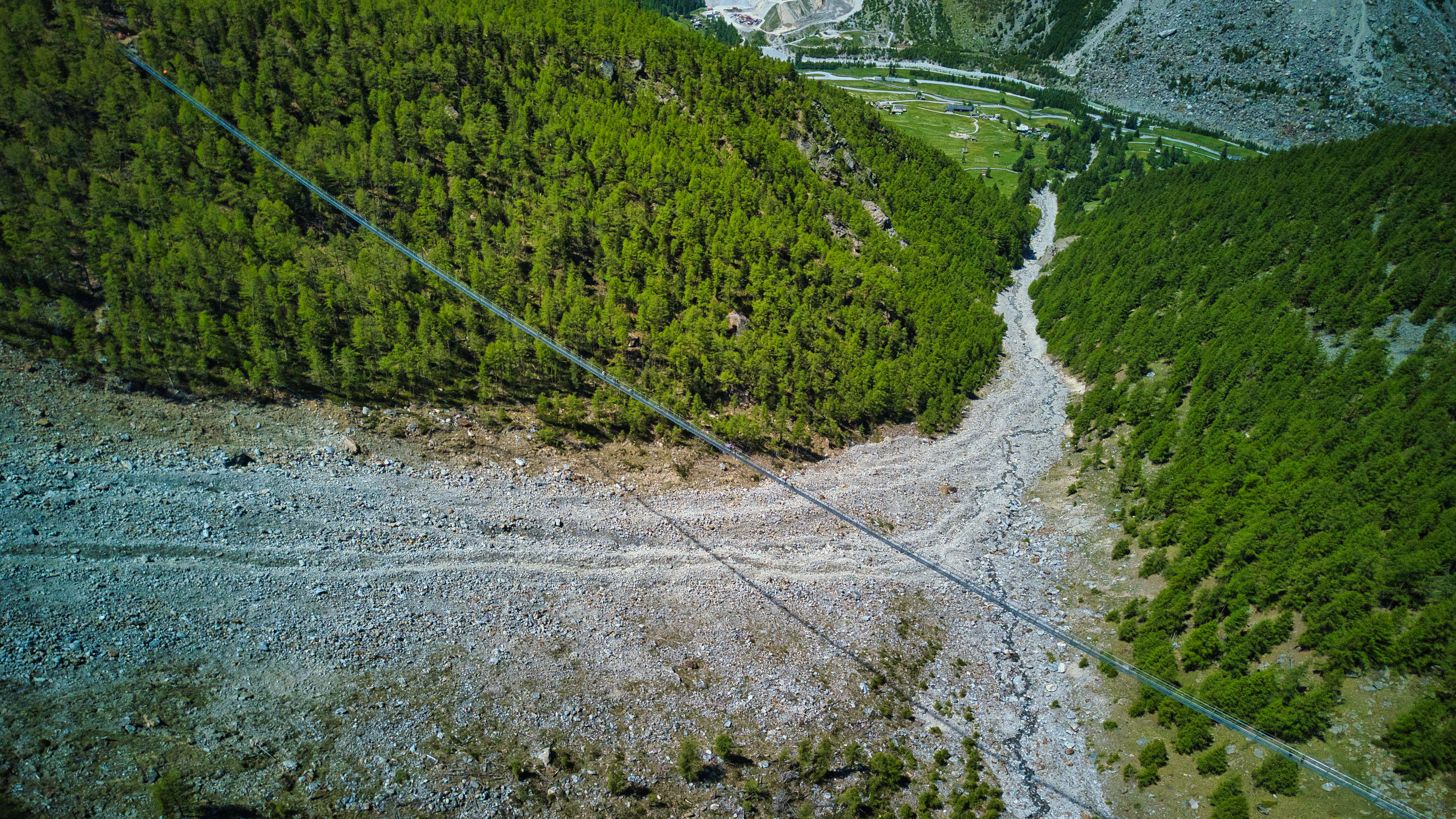
공중에서 본 현수
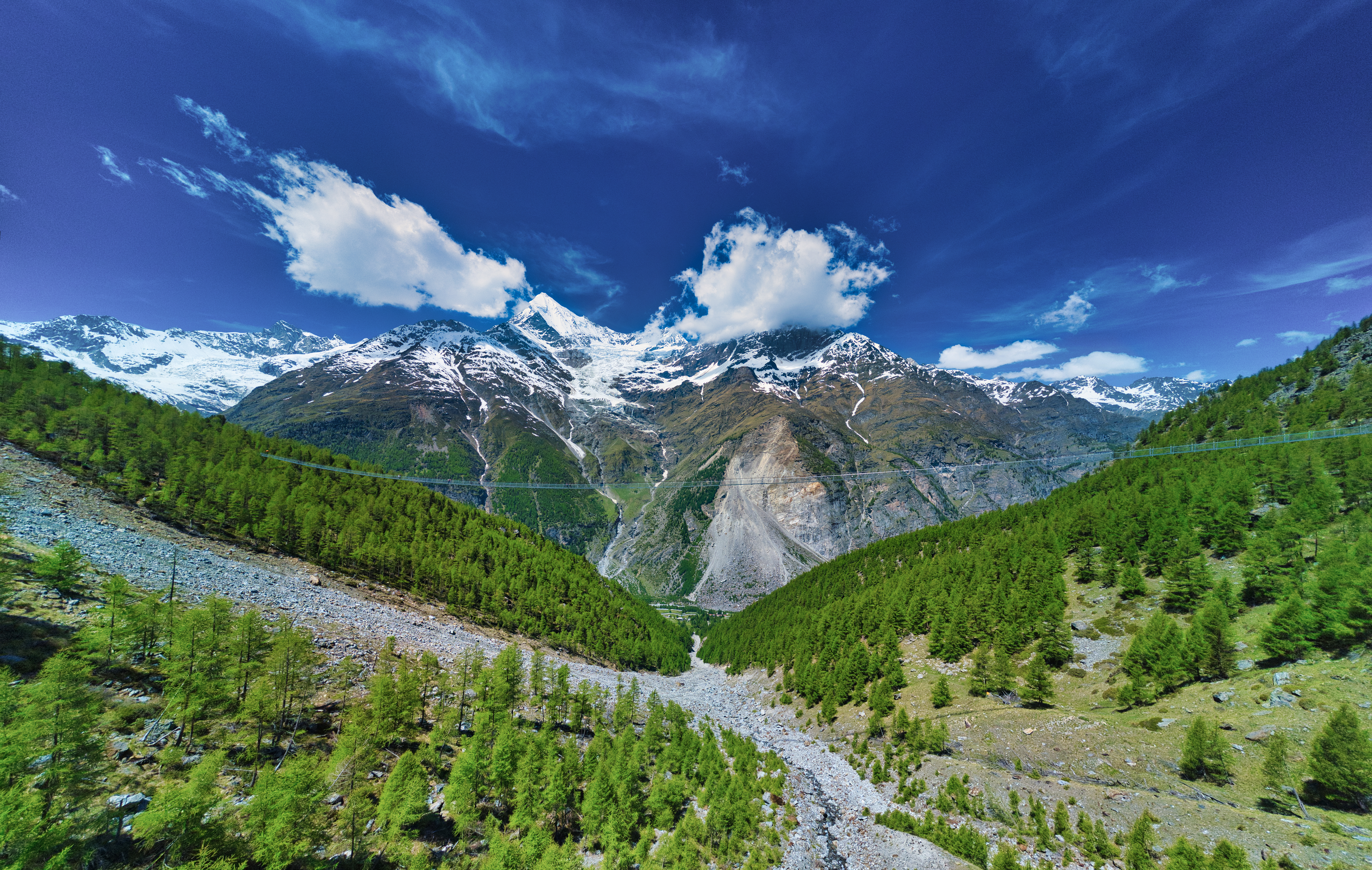
현수교의 파노라마 이미지

## 기술
다리의 너비는 65cm이고 높이 85m의 낙석 지역을 가로지른다. 아연 도금 격자는 좁은 통로 역할을 한다.
직경이 53mm이고 케이블 장력이 440kN인 서스펜션 케이블은 강철로 만들어졌으며, 무게는 8톤이다. 서스펜션 케이블의 특허 출원 중인 댐핑 시스템은 다리의 진동을 줄인다. 다리 전체의 무게는 58톤이다.

## 등산로
역 하이킹 코스 27(스위스 투어 몬테로사)과 현지 하이킹 코스 193(란다 항브뤼켄베크)이 다리를 건넌다.

## 같이 보기
- 유로파 산장